# Pigia extensa
Pigia extensa är en fjärilsart som beskrevs av Louis Beethoven Prout 1918. Pigia extensa ingår i släktet Pigia och familjen mätare. Inga underarter finns listade i Catalogue of Life.